# 과리코주

과리코 주의 위치

과리코주(스페인어: Estado Guárico)는 베네수엘라 중부에 위치한 주로 주도는 산후안데로스모로스이며 면적은 64,986km2, 인구는 870,951명(2011년 기준)이다. 1811년에 신설되었으며 15개 지방 자치체를 관할한다. 북쪽으로는 카라보보 주와 아라과 주, 미란다 주, 남쪽으로는 아푸레 주와 볼리바르 주, 동쪽으로는 안소아테기 주, 서쪽으로는 코헤데스 주, 바리나스 주와 접한다.

## 같이 보기
- 베네수엘라의 주